# 高艾纳香
高艾纳香（学名：Blumea repanda）是菊科艾纳香属的植物。分布在巴基斯坦、印度、尼泊尔、缅甸、越南以及中国云南等地，生长于海拔1,200米至1,700米的地区，多生长在路旁以及沟谷呀灌丛中。